# Rhacochelifer chopardi
Rhacochelifer chopardi är en spindeldjursart som beskrevs av Max Vachon 1950. Rhacochelifer chopardi ingår i släktet Rhacochelifer och familjen tvåögonklokrypare. Inga underarter finns listade i Catalogue of Life.